# Estação Chile España
A Estação Chile España é uma das estações do Metrô de Santiago,  situada em Santiago, entre a Estação Ñuñoa e a Estação Villa Frei. Faz parte da Linha 3.
Foi inaugurada em 22 de janeiro de 2019. Localiza-se na Avenida Irarrávazal com Avenida José Pedro Alessandri. Atende a comuna de Ñuñoa.
Espera-se que até 2032 esta estação seja uma futura combinação com a Linha 8.